# Јован Калфа
Свети мученик Јован Калфа родио се у Галати у Цариграду. По занимању био је неимар, зидар (Калфа значи неимар). Због усрдног исповедања вере хришћанске замерио се Турцима и Турци га почну приморавати да се потурчи. „Нећу се ја одрећи мога слаткога Исуса Христа“, одговори Јован, „у Њега верујем, Њему служим, Њега исповедам“. После тешких мучења Турци га посеку 26. фебруара (11. марта) 1575. године у Цариграду.
Српска православна црква слави га 26. фебруара по црквеном, а 11. марта по грегоријанском календару.